# SAMURAIMANZ GROOVE
SAMURAIMANZ GROOVE（サムライマンズ・グルーヴ）は、日本の3人組ロックバンド。略称はマンズ。

## 概要
遼明のストレートな歌と希陽介のギター、そこに声児のファンキーなベースが絡むロックンロール・バンド。。

## 来歴
2018年
- 10月26日。新宿redclothで行われた爆弾ジョニーの企画ライブのため、遼明と希陽介が、札幌の高校時代から友人である声児に声をかけ、3人でバンドを結成。この時はキョウスケバンド（仮）として告知され、一夜限りの予定だった。[2]

2019年
- 1月8日、手応えを感じた３人がバンド結成を正式発表。
- 3月4日、新宿redclothで「SAMURAIMANZ GROOVE 参上! 〜紅布の全景の巻〜」で初ライブ。対バンはパノラマパナマタウン。
- 5月20日、新宿redclothで自主企画「新宿無双〜武士と酒の変〜」を開催。
- 12月31日、a flood of circle × SHELTER presents ROCK’N’ROLL NEW SCHOOL 19/20に出演。[3]

2020年
- 2月1日、1stアルバム『見参ッ!!!』を、３月からスタートするライヴ会場先行でリリースすることを発表。そして「Hello」のMVを公開。[4]

## メンバー
- 新居延遼明（にいのぶりょうめい、1993年12月4日（31歳） - ）
  - ボーカル&ギター
  - 札幌で高校１年生の頃、爆弾ジョニーを結成。[5]。
  - 実家は札幌で美容院を経営していた。[6]。

- 所 希陽介（ところきょうすけ、1994年3月23日（31歳） - ）
  - ギター担当。
  - ほとんどの作曲を手掛ける。
  - 爆弾ジョニーのメンバー。
  - 北海道日本ハムファイターズのファン。[7]。
  - 将棋が趣味。

- 金子声児（かねこせいじ、1993年8月20日（31歳） - ）
  - ベース担当。
  - ヘヤアズ、中華一番、百獣、挫・人間などのバンドで活動。
  - 3年間ロン毛だった髪型を後ろだけ残し丸刈りにしたが先生に怒られた為、卒業式の日に丸刈りにした。
  - 人懐っこい性格の為、人の名前は基本的に下の名前で呼ぶことが多いが高校の時3年間組んでいたバンドのギターには心を開くことはなくずっと名字で呼んでいた。
  - 高校は追加合格である。
  - 2020年2月7日放送、5時に夢中で石井竜也に質問をする映像が放映されるがスルーされる。
  - 住所不定で携帯番号を持っていない。[8]。

### サポートメンバー
- タイチサンダー（たいちさんだー、1993年12月22日（31歳） - ）
  - 爆弾ジョニーでドラムを担当。結成当初からサポートしている。

## ミュージック・ビデオ
| ディレクター | 曲名      |
| 安島哲平     | 「Hello」 |

## 主なライブ

### ワンマンライブ・主催イベント
- 2019年

03月04日 - 新宿redcloth  「SAMURAIMANZ GROOVE 参上！ 〜紅布の全景の巻〜」　w/パノラマパナマタウン
05月20日 - 新宿redcloth  「新宿無双〜武士と酒の変〜」  w/空きっ腹に酒
07月05日 - 新宿redcloth 　SAMURAIMANZ GROOVE企画 「新宿無双〜可愛い子には旅をさせよの変〜」 w/kinoshita
08月02日 - 新宿redcloth 　SAMURAIMANZ GROOVE企画 「新宿無双〜侍も木刀でやられたのかもしれないの変〜」  w/the twenties
11月08日 - 新宿redcloth 　SAMURAIMANZ GROOVE 企画「異種格闘技の乱 vol.1」  w/hotspring、FRSKID 
- 2020年

### 参加イベント
- 2019年

04月23日 - 高円寺ShowBoat  <目黒ユウジpresents 最高円寺ナイトVol.２>  w/ kalff、タカナミ
06月13日 - 札幌colony   <令和と屋上>　　w/DJ後藤まりこ、さよならミオちゃん、マイアミパーティ
06月28日 - 新宿redcloth   <まんずのうたばん>  w/SASAO、SEKAI(ムードブレイカーズ)、kinosita
08月20日 - 渋谷LUSH 　<金子星児企画「オレの誕生日! 〜人の誕生日〜」>  　w/メタルkawaii、ムードブレイカーズ、百獣 、中華一番
09月06日 - 札幌Sound Lab mole   < DOSANCO JAM >   w/中華一番、２、SULLIVAN’s FUN CLUB
10月27日 - 堺ファンダンゴ    <ファンダンゴ移転記念 SAIKAI THE SAKAI 10.27 >   w/ギャーギャーズ、突然少年、カッパマイナス
12月31日 - 下北沢SHELTER  < a flood of circle × SHELTER presents ROCK’N’ROLL NEW SCHOOL 19/20>  w/a flood of circle、THE PINBALLS、ニトロデイ、The ManRay、突然少年、片平実(Getting Better)